# 오미야촌 (오카야마현)
오미야촌(大宮村)은 오카야마현 오쿠군에 있던 촌이다. 현재의 오카야마시 히가시구, 세토우치시의 일부에 해당한다.

## 역사
- 1889년 6월 1일 - 정촌제 시행에 의해 오쿠군 오미야촌이 발족하였다.
- 1956년 2월 20일 - 오카야마시에 편입해 폐지되었다.

## 참고문헌
- 角川日本地名大辞典 33 岡山県
- 『市町村名変遷辞典』東京堂出版、1990年。